# Invariantentheorie
In de abstracte algebra, een deelgebied van de wiskunde, bestudeert de invariantentheorie groepsbewerkingen van groepen op algebraïsche variëteiten uit het oogpunt van hun effect op functies. Klassiek houdt de theorie zich bezig met de vraag van een expliciete beschrijving van veeltermfuncties, die niet veranderen, of invariant zijn onder de transformaties van een gegeven lineaire groep. 
De invariantentheorie van eindige groepen heeft zeer nauwe banden met de Galoistheorie. Een van de eerste belangrijke resultaten was de belangrijkste stelling van de symmetrische functies, die de invarianten van de symmetrische groep Sn beschrijft, die inwerken op de veeltermring R[x1, ..., xn] door permutaties van de variabelen. Meer in het algemeen karakteriseert de stelling van Chevalley-Shephard-Todd eindige groepen, waarvan de algebra van invarianten een veeltermring is. Modern onderzoek in de invariantentheorie van eindige groepen benadrukt "effectieve" resultaten, zoals expliciete grenzen op de graden van de generatoren. Het geval van positieve karakteristieken, die ideologisch dicht bij de modulaire representatietheorie staat, is een gebied van actieve studie, met verbindingen naar de algebraïsche topologie. 
Invariantentheorie van oneindige groepen is onlosmakelijk verbonden met de ontwikkeling van de lineaire algebra, met name de theorieën van kwadratische vormen en determinanten. Een ander onderwerp met een sterke wederzijdse beïnvloeding was de projectieve meetkunde, waar invariantentheorie naar verwachting een belangrijke rol zou spelen in het organiseren van het materiaal. Een van de hoogtepunten van deze relatie is de symbolische methode. De representatietheorie van halfenkelvoudige Lie-groepen heeft haar wortels in de invariantentheorie. 

## Geschiedenis
George Boole, die zich verder niet intensief met het onderwerp heeft beziggehouden, gaf met zijn artikel 'Exposition of a General Theory of Linear Transformations' (The Cambridge Mathematical Journal, november 1841) de aanzet tot de invariantentheorie. In 1844 ontdekte Ferdinand Eisenstein, in een uitwerking van Boole's resultaten, een nieuwe klasse van invarianten. De vestiging van de invariantentheorie als een nieuwe tak van wiskunde werd in 1845 bewerkstelligd door Arthur Cayley met zijn artikel 'On the Theory of Linear Transformations'. Cayley zou in de volgende jaren de invariantentheorie volledig uitwerken, daarbij al snel bijgestaan door James Joseph Sylvester (de twee stonden bekend als de 'Invariant Twins') en later ook George Salmon (gedrieën bekend als 'Invariant Trinity'). Cayley werd ook de grondlegger van de matrixtheorie en de abstracte groepentheorie, die steunen op de theorie van Lineaire transformaties.
David Hilberts werk over de kwestie van de eindige generatie van de algebra van invarianten (1890) resulteerde in de creatie van een nieuwe wiskundige discipline, de abstracte algebra. Een later artikel van Hilbert (1893) behandelde dezelfde vragen in meer constructieve en meetkundige vormen, maar bleef vrijwel onbekend tot David Mumford deze ideeën van Hilbert in de jaren 1960, in zijn meetkundige invariantentheorie, in algemenere en moderne vorm weer onder de aandacht bracht. In grote mate te danken aan de invloed van Mumford, ziet men de theorie van acties van lineaire algebraïsche groepen op affiene- en algebraïsche variëteiten momenteel als onderdeel van de invariantentheorie. Een apart onderdeel van invariantentheorie, dat teruggaat op de klassieke constructieve- en combinatorische methoden van de negentiende eeuw, is ontwikkeld door Gian-Carlo Rota en zijn school. Een prominent voorbeeld hiervan is de theorie van standaard eentermen.